# Victor Mottez
Victor-Louis Mottez, né le 13 février 1809 à Lille et mort le 7 juin 1897 à Bièvres, est un peintre français.
Il s'est illustré dans le renouveau de l'art de la fresque au XIXe siècle. 
Il est également connu comme le traducteur du traité de l’Art de Cennino Cennini, traduction pour laquelle Auguste Renoir lui rendit hommage en le qualifiant d’un des élèves préféré d’Ingres.

## Biographie
Le père de Victor Mottez avait la passion de l'art et peignait lui-même. Envoyé quelques années en pension à Paris, Victor Mottez est rappelé à cause du mauvais état des affaires de son père et ses études en sont écourtées. Il suit des cours à l'école de dessin de Lille, et travaille sous la direction de son père ou des amis peintres de celui-ci, comme Édouard Liénard, ancien élève de Jacques-Louis David. Il repart à Paris en 1828-1829 pour entrer à l'École des beaux-arts où il étudie d'abord sous la direction de François-Édouard Picot, puis comme élève libre de Jean-Auguste-Dominique Ingres.
La révolution de 1830 est vécue comme une catastrophe par cette famille très religieuse et dévouée aux Bourbons. Victor Mottez est de nouveau rappelé à Lille par son père. Marié peu de temps après, il fait de nombreux voyages, dont le plus long et le plus important en Italie, dont il considère les grands peintres comme des maîtres absolus. À Rome, il retrouve Ingres, qui l'aime beaucoup et le conseille souvent. De cette époque datent Le Christ au Tombeau et Le Martyre de saint Étienne (tous deux à l'église Sainte-Catherine de Lille).
Mottez se prend de passion pour l'art de la fresque lors de ce voyage en Italie et, ayant exécuté un portrait de sa femme Julie, il le montre à Ingres qui fait détacher la fresque du mur. Celle-ci a plus tard été donnée au musée du Louvre par les deux fils de l'artiste.
Rentré en France en 1838, il s'installe à Paris. Il expose au Salon et se tourne de plus en plus vers l'art de la fresque, à sujets notamment religieux. Il traduit le Il Libro dell'arte (Traité des arts) de Cennino Cennini, peintre florentin du XIVe siècle, et en retient les techniques. Ses œuvres pour l'église de Saint-Germain-l'Auxerrois dans les années 1840, et de Saint-Séverin dans les années 1850 sont ses plus remarquables, admirées par Ingres et Eugène Delacroix. Mais en raison de l'hostilité d'une partie du clergé, des matériaux, des murs salpêtrés et de la négligence de la Ville de Paris, elles n'ont pas résisté au temps — elles étaient déjà détériorées au XIXe siècle — et sont aujourd'hui en grande partie effacées, sauf le Saint Martin découpant son manteau de Saint-Germain-l'Auxerrois. Les cartons conservés[Où ?] de l'artiste nous laissent une idée de leur aspect original.

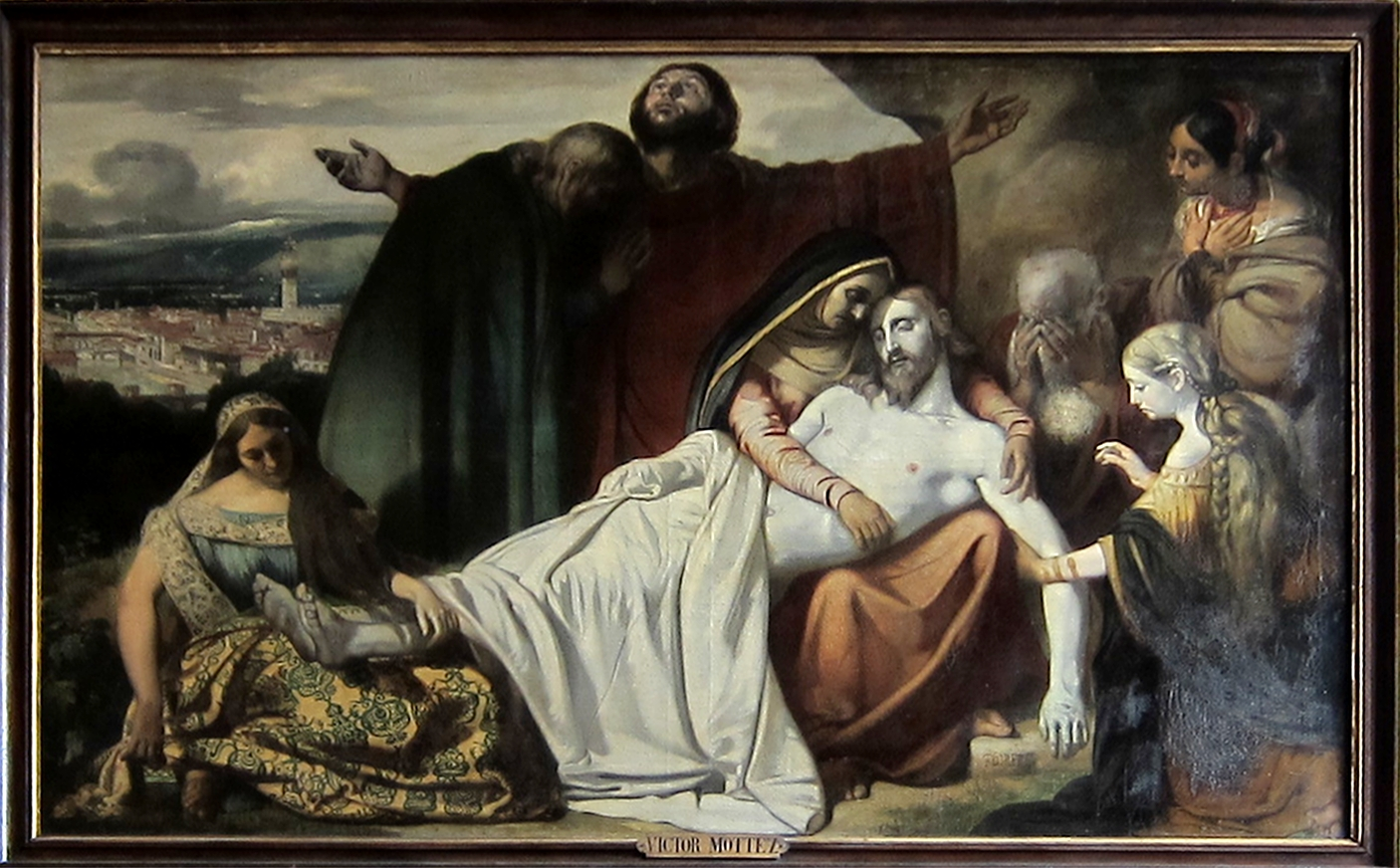
Le Christ au Tombeau (1838), Lille, église Sainte-Catherine
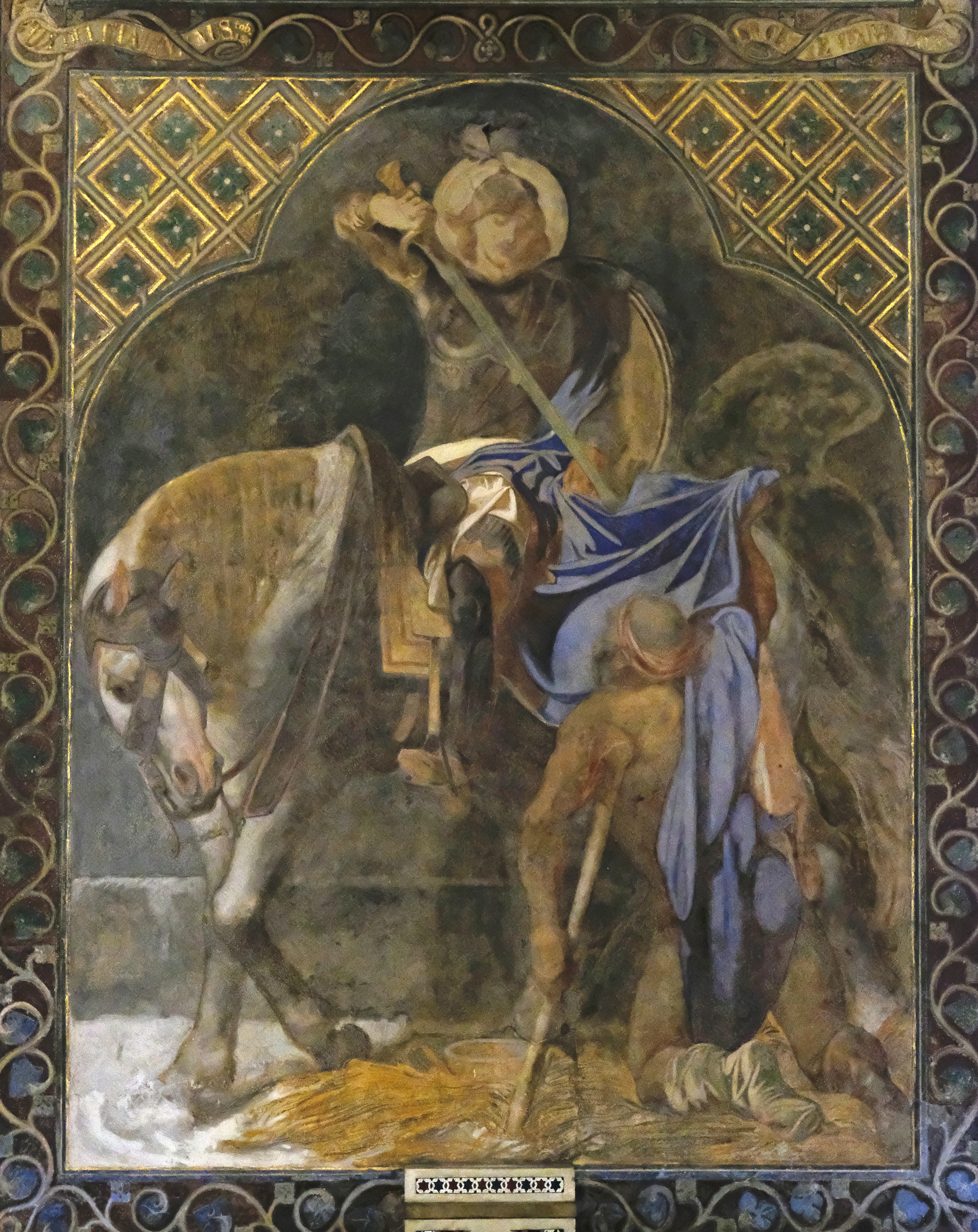
Saint Martin découpant son manteau, fresque, Paris, église Saint-Germain-l'Auxerrois

Dans ces mêmes années, il fréquente le salon des Bertin, côtoie les plus grands écrivains et artistes. Il fait pour ce salon deux fresques — détruites en 1854. Après la révolution française de 1848, Victor Mottez part en Angleterre, où il peint de nombreux portraits de nobles et de personnalités britanniques, mais aussi celui du ministre exilé François Guizot, exposé au Salon de la Royal Academy à Londres. Revenu en France en 1853, il œuvre à l'église Saint-Sulpice au début des années 1860, avec Delacroix, où leurs styles très opposés illustrent la lutte des visions classique et romantique. Maurice Denis considérait ces fresques de Saint-Sulpice (un autre Saint Martin) comme « inoubliables »[réf. nécessaire].
Victor Mottez fut un excellent portraitiste durant toute sa carrière, et c'est ce qu'il fit essentiellement durant ses dernières années d'activités. On lui doit aussi des vitraux de l'église Saint-Maurice de Lille.

## Famille

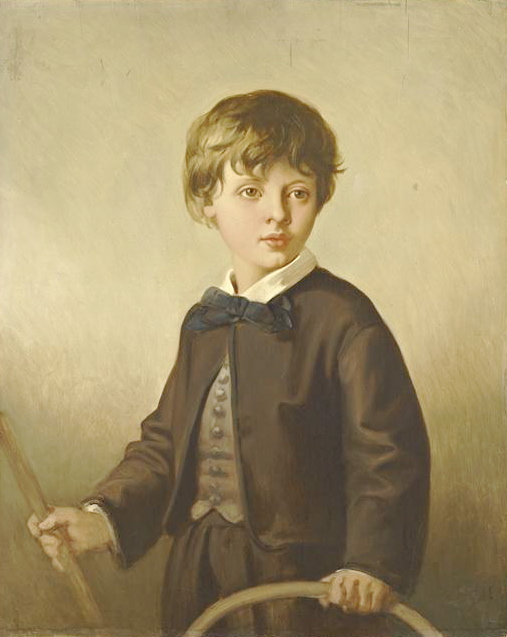
Henri Mottez enfant, Paris, musée du Louvre.

Victor Mottez se maria trois fois, la première avec Julie Odevaere, parente d'un peintre et par sa mère d'une famille d'artistes belges. Elle est connue par des portraits à l'huile ou à la mine de plomb par Ingres et Chassériau, par la fresque réalisée par son mari en Italie (conservée au musée du Louvre) et par plusieurs portraits à l'huile que les fils de l'artiste ont déposés à Paris au Petit Palais et au palais des Beaux-Arts de Lille.
Le deuxième mariage de Mottez eut lieu en Angleterre avec Georgiana Page, de laquelle naquit un fils, le peintre Henri-Paul Mottez (en) (1855–1937), mort sans descendance.
La troisième épouse de Mottez lui donna un autre fils, le contre-amiral Jean Mottez (1866-1942), qui fut directeur du personnel militaire de la Flotte, commandant des écoles de Méditerranée et sous-chef d'état-major général de la Marine. C'est de l'amiral Mottez que sont issus les nombreux descendants du peintre.

## Œuvres

### Peinture murale et fresque
- Portrait de Julie, 1837, fresque exécutée à Rome, Paris, musée du Louvre.
- Fresques de Saint-Germain-l'Auxerrois à Paris, 1839 à 1847.
- Chapelle Saint-François-de-Sales, Apothéose de saint François de Sales, 1853-1857, Paris, église Saint-Séverin.
- Chapelle Saint-Martin, 1859-1863, Paris, église Saint-Sulpice.
- La Chasse et la Pêche, vers 1865, Londres, salon de M. Page.
- Décor du salon d'Urbain le Thierry, à Lille, redécouvert en 2010 et classé monument historique.
- Décor pour M. Bayard[Où ?][réf. nécessaire].
- Décor réalisé vers 1880 avec Amaury-Duval à Ballée au château des Linières.

### Portrait
- Maria dite Lilie et Louise Mottez, vers 1833-1834, sœurs du peintre, localisation inconnue[réf. nécessaire].
- Portrait de Madame Mottez, 1836 ou 1837, fresque, Paris, musée du Louvre[3].
- Portrait de Julie Mottez, 1840, huile sur toile, 125 × 105,5 cm, Lille, palais des Beaux-Arts.
- Mme Armand Bertin, 1843, Salon de 1845, localisation inconnue[réf. nécessaire].
- François Guizot à Londres, 1849, Salon de la Royal Academy de 1849 et Salon de Paris de 1853, localisation inconnue[réf. nécessaire].
- Famille de Bully, localisation inconnue[réf. nécessaire].
- Mme André Charvet, née Catherine Févez, dite La Dame en bleu, Paris, collection particulière de la descendance de Mme Charvet[réf. nécessaire].
- La Duchesse d'Aumale et son fils, 1851, Chantilly, musée Condé.
- Portrait du duc d'Aumale à Twickenham, 1853, Chantilly, musée Condé
- Portrait de Blanquart-Evrard, vers 1859, huile sur toile, 113 × 95 cm, Lille, palais des Beaux-Arts[4].
- Portrait de M. Delattre, ancien maire de Roubaix, 1860, exposé au Salon de 1861, localisation inconnue.
- Portrait d'Henry Mottez enfant, huile sur bois, Paris, musée du Louvre[5].
- Portrait de Louis Screpel, Roubaix, La Piscine[6].
- Portrait de Cécile Florin, localisation inconnue[réf. nécessaire].

### Peinture d'histoire

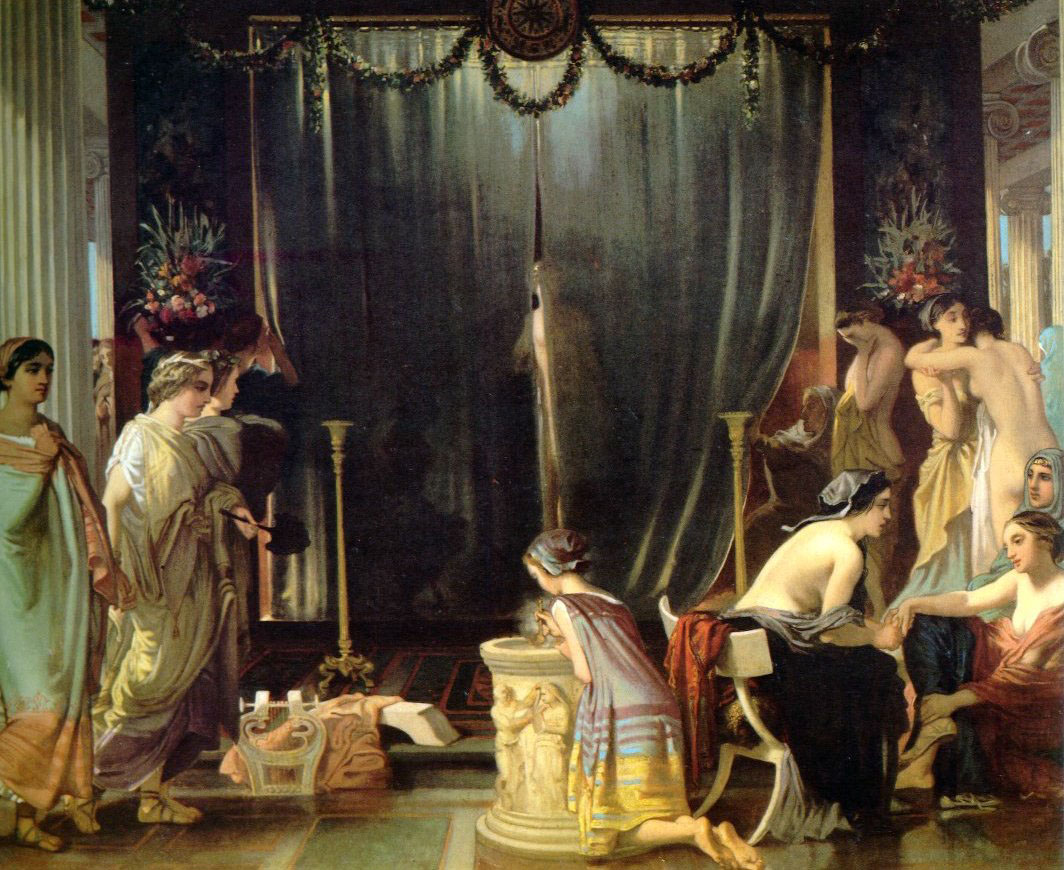
Zeuxis choisissant ses modèles (1858), Chantilly, musée Condé.

- Judith tenant la tête d’Holopherne, 1852, musée des Beaux-Arts de Rennes
- Phryné devant l'aréopage, Salon de 1859, huile sur toile, 80 × 100 cm, Dijon, musée des Beaux-Arts.
- Zeuxis choisissant un modèle pour Hélène, 1859, Chantilly, musée Condé
- La Résurrection des Morts, 1870, Lille, palais des Beaux-Arts.
- Médée, musée des Beaux-Arts de Blois.
- Ulysse et les sirènes, musée des Beaux-Arts de Nantes.

### Cartons de vitraux
- En collaboration avec le maître verrier lillois Charles Gaudelet[réf. nécessaire].

Œuvres de Victor Mottez
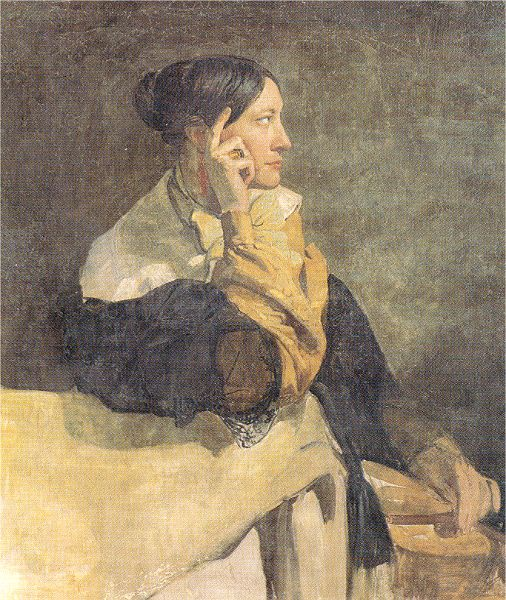
Portrait de Madame Mottez (1836 ou 1837), fresque, Paris, musée du Louvre.
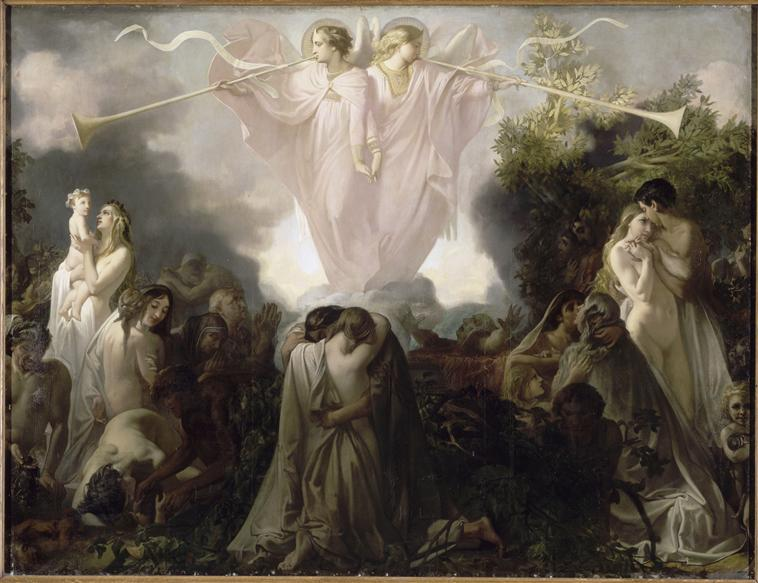
La Résurrection des morts (1870), Lille, palais des Beaux-Arts.
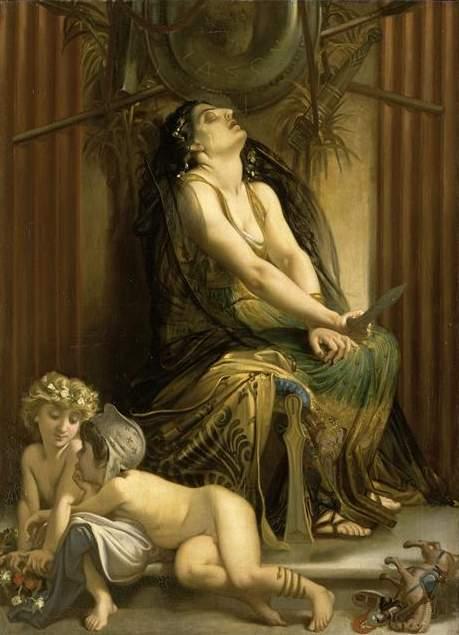
Médée, musée des Beaux-Arts de Blois.
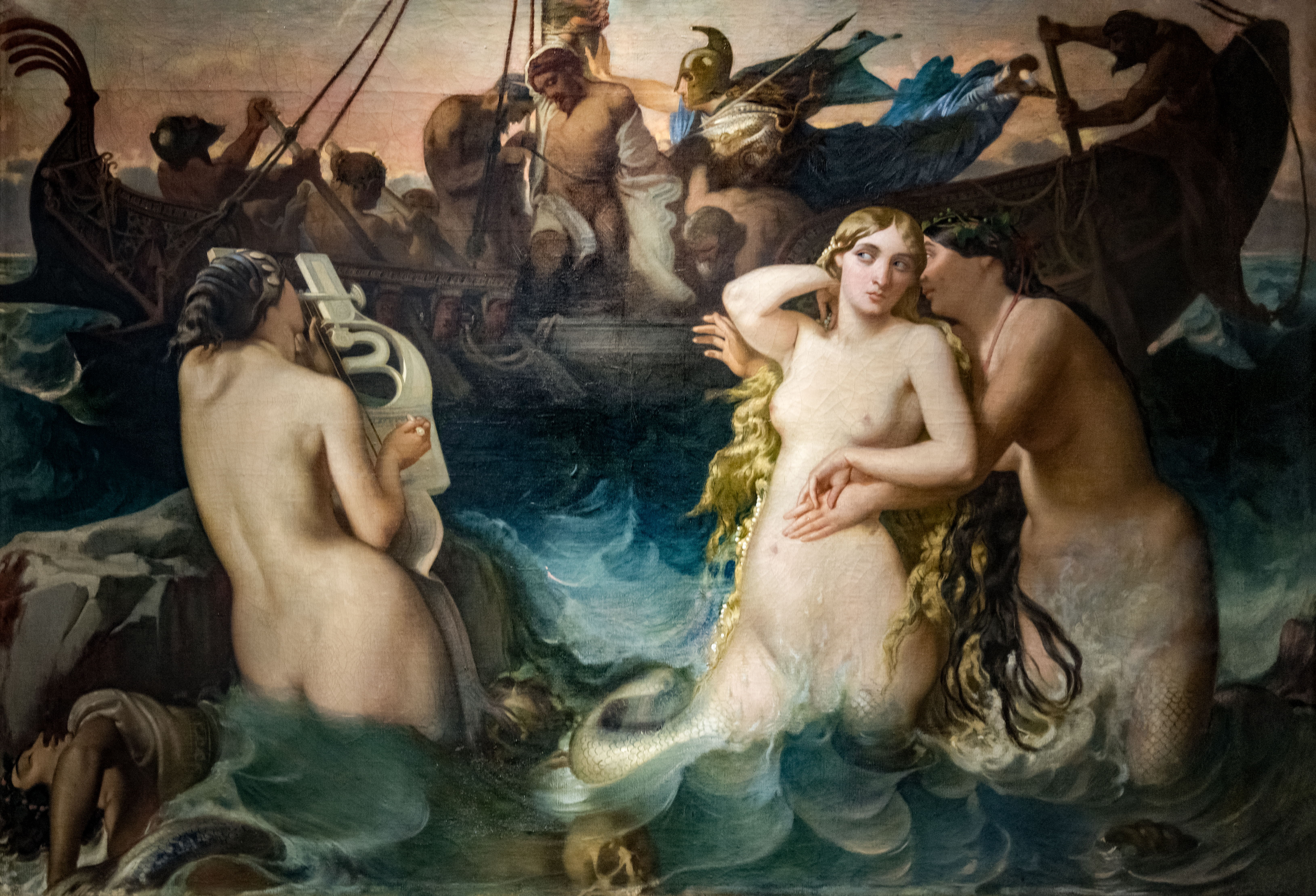
Ulysse et les sirènes, musée des Beaux-Arts de Nantes.